# Elson Hooi
Elson Quincy Hooi (Willemstad (Curaçao), 1 oktober 1991) is een Curaçaos-Nederlands voetballer die als aanvaller speelt. Hooi is in Nederland vooral bekend van zijn periodes bij NAC Breda en ADO Den Haag. 
Hooi maakte in 2015 zijn debuut in het Curaçaos voetbalelftal.

## Clubcarrière
Hooi is afkomstig uit de wijk Buena Vista in Willemstad. Hij speelde in de jeugd voor Inter Willemstad en NAC Breda. Hij debuteerde op 10 augustus 2012 in de hoofdmacht van NAC, uit tegen Willem II. Hooi viel direct na de rust in voor Tim Gilissen.

## Clubstatistieken
| Seizoen | Club            | Competitie     | Wedstrijden | Doelpunten |
| ------- | --------------- | -------------- | ----------- | ---------- |
| 2012/13 | NAC Breda       | Eredivisie     | 33          | 4          |
| 2013/14 | NAC Breda       | Eredivisie     | 22          | 3          |
| 2014/15 | NAC Breda       | Eredivisie     | 7           | 1          |
| 2014/15 | → Viborg FF     | 1. division    | 11          | 1          |
| 2015/16 | NAC Breda       | Eerste divisie | 13          | 1          |
| 2015/16 | → FC Volendam   | Eerste divisie | 14          | 3          |
| 2016/17 | Ermis Aradippou | A Divizion     | 7           | 0          |
| 2016/17 | Vendsyssel FF   | 1. division    | 3           | 0          |
| 2017/18 | ADO Den Haag    | Eredivisie     | 29          | 2          |
| 2018/19 | ADO Den Haag    | Eredivisie     | 21          | 1          |
| 2019/20 | ADO Den Haag    | Eredivisie     | 13          | 0          |

Bijgewerkt t/m 13 januari 2020

## Interlandcarrière
Hooi werd in maart 2015 opgeroepen voor het Curaçaos voetbalelftal voor WK-kwalificatiewedstrijden tegen Montserrat. Met Curaçao won Hooi op 25 juni 2017 de finale van de Caribbean Cup 2017 door Jamaica met 2-1 te verslaan.

## Erelijst
| 1. division | 1x | 2014/15 |

| Competitie    | Winnaar | Winnaar | Runner-up | Runner-up | Derde   | Derde   |
| Competitie    | Aantal  | Jaren   | Aantal    | Jaren     | Aantal  | Jaren   |
| Curaçao       | Curaçao | Curaçao | Curaçao   | Curaçao   | Curaçao | Curaçao |
| ------------- | ------- | ------- | --------- | --------- | ------- | ------- |
| Caribbean Cup | 1x      | 2017    |           |           |         |         |